# Sněžná rolba

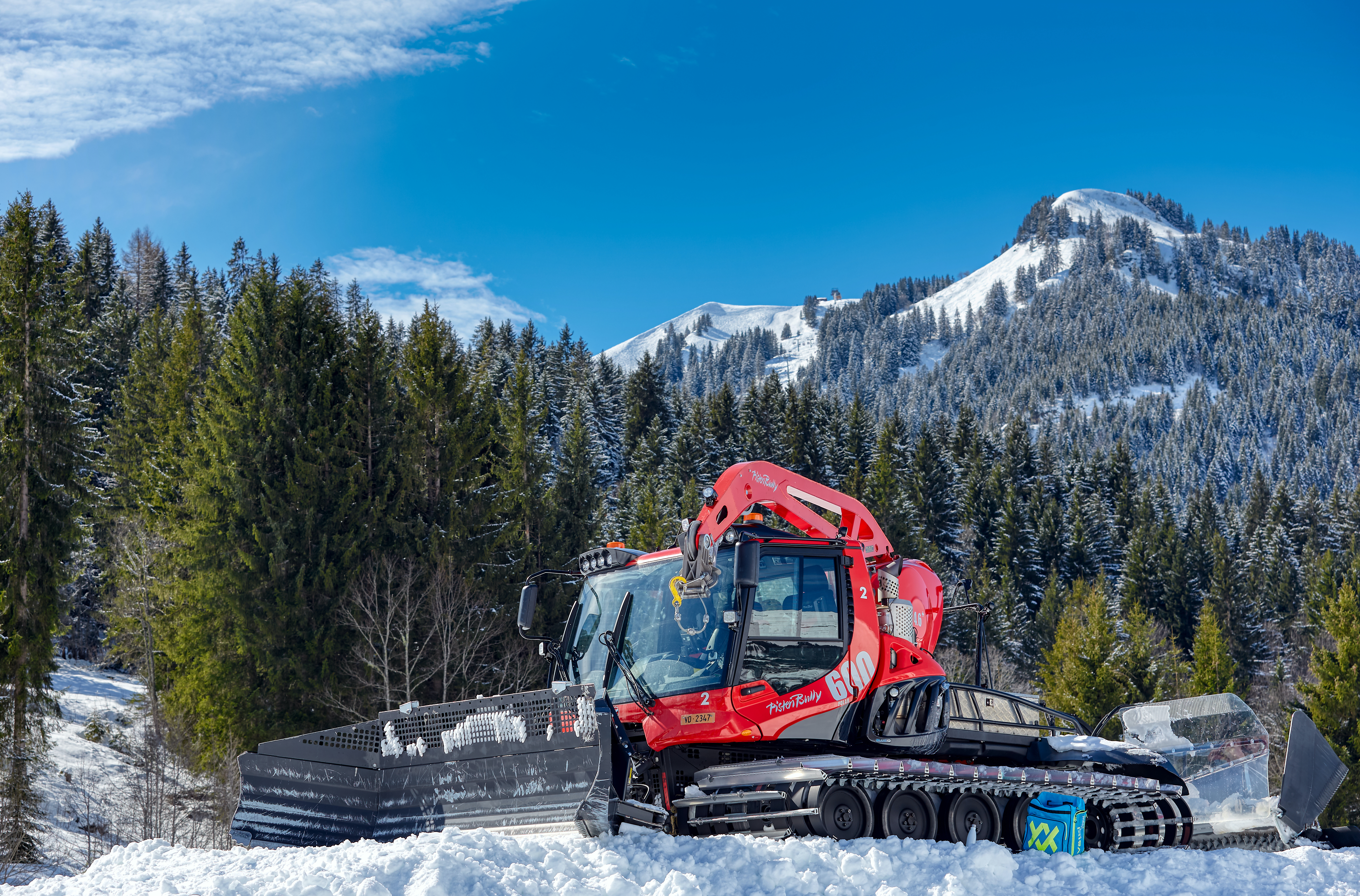
Sněžná rolba Kässbohrer PistenBully 600 (cca 2015)

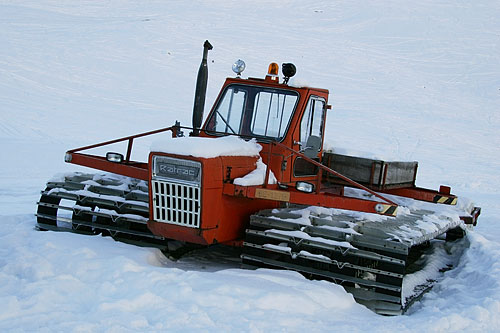
Starší sněžná rolba značky Ratrac (cca 1970)

Sněžná rolba je speciální pásové vozidlo, určené k pohybu ve svažitém zasněženém terénu a k úpravám lyžařských tratí (běžeckých i sjezdových).
Sněžná rolba je, podobně jako sněžné dělo a lyžařský vlek, nezbytným vybavením lyžařského střediska. Povrch vytížené sjezdovky se upravuje dle potřeby, nejčastěji však každý den. V případě napadnutí čerstvého sněhu, i vícekrát za sebou. Rolby pro úpravu sjezdovek používají radlici a frézu. Fréza je v prostoru za pásy a pomocí rotujících válců se zuby, narušuje a rozmnělňuje sníh za rolbou, který je následně hlazen přítlačnou gumou tzv. finišerem.
Rolba k úpravě lyžařských běžeckých stop za sebou táhne speciální nástavec frézy s prořezávací lištou a dvěma specificky tvarovanými bloky, které vytvářejí stopu.
Rolba se používá též k dopravě po zasněžených územích – horách či severských a polárních oblastech. Před rozšířením rolby se k dopravě v zasněžených horách užívalo k podobným účelům převážně saní tažených ručně či koňmi. Rolba je schopná jízdy i po velmi strmých svazích v případě, že je vybavena přídavným navíjecím zařízením, lidově navijákem.

## Původ výrazu
Obdobně jako u některých jiných výrobků vytvořila čeština výraz rolba podle názvu jejich výrobce (tzv. apelativum), v tomto případě švýcarské firmy Rolba AG (zaniklého v 90. letech 20. století). Podle zprávy časopisu Věda a technika mládeži bylo prvních 40 sněhových fréz Rolba 2005 do Československa dovezeno v roce 1959.

## Vývoj pohonu a přídavných zařízení
Z historického hlediska se vývoj roleb, více či méně shoduje, s technologickým pokrokem většiny oblastí strojírenství.
Zatímco první rolby byly ve většině případů vybaveny benzínovým agregátem, dnešní stroje jsou vždy vybaveny přeplňovaným dieselovým agregátem, jehož velikost a výkon je volena dle podmínek, ve kterých je rolba nasazena. K přechodu na dieselové agregáty došlo přibližně na přelomu 70. a 80. let 20. století. Ke změně došlo zejména z výkonových a ekonomických důvodů. Dnes jsou rolby vybavovány nejmodernějšími dieselovými motory, který splňují ty nejpřísnější ekologické normy. Samotný pohon rolby je obstaráván hydraulickým pohonem, nikoliv mechanicky, jako například u automobilů. V dnešní době je standardním formátem pohonu dieselový agregát, který je připojen přímo na rozdělovací převodovku se třemi výstupy. 1. a 2. výstup pohánějí pojezdová čerpadla, která následně pohánějí hydromotor zakončený planetovou převodovkou, která umožňuje co nejlepší přenos výkonu na samotné pásy. Zároveň je možné nezávisle na sobě ovládat oba pásy najednou. 3. výstup pohání čerpadlo samostatného hydraulického okruhu, kterým se ovládají přídavná zařízení.
V roce 2012 představila firma Kässbohrer model PistenBully 600E+, který se od ostatních liší použitím elektromotorů namísto hydromotorů, ale pouze pro pohyb stroje, přídavná zařízení jsou stále poháněna systémem hydraulickým, zejména kvůli přesnosti, se kterou lze pomocí tohoto systému přídavná zařízení ovládat. Tento systém pohonu je známý taktéž jako diesel-elektrický pohon, běžně používaný v lokomotivách železniční dopravy.
Výkon rolby je tedy rozdělen 2/3 pohon pojezdu a 1/3 přídavná zařízení (převážnou část výkonu této části však spotřebovává fréza, až 90 %). Přídavná zařízení také prošla značnými změnami a vývojem, především z důvodů zefektivnění hydraulických zařízení. Například první frézy vlastně vůbec nebyly frézy, jen válce, které s nevelkou efektivitou rovnaly terén za strojem. Oproti tomu dnes se používají frézy s nejmodernějšími technologiemi jako je například elektronicky řízené kopírování terénu a další. Radlici se dostalo také značného pokroku zejména v rozšíření z 4polohového systému na systém 12polohový.
Rolby jsou dnes navíc vybaveny speciálním navíjecím zařízením, které napomáhá s pohybem v nejobtížnějším terénu. Naviják má plynule regulovatelnou sílu tahu (dnes až 4,5 tuny, tedy 45 kN). Délka lana se různí, nejčastěji však bývá lano dlouhé 1000 až 1400 metrů.

## Výrobci rolb
- Kässbohrer – vyrábí modelovou řadu PistenBully
- Prinoth-Leitner (rolby jsou dále prodávány pouze pod značkou Leitner)
- Formatic (od roku 2011 dceřiná společnost firmy Kässbohrer)
- Lavina – česká vozidla od výrobce Kovosport (dříve Beskydsport) Třinec
- Snow Rabbit – od výrobce Favero Lorenzo
- Bombardier (dříve součást koncernu BRP, nyní zaniklá značka jejíž technologii 100% odkoupila firma Prinoth-Leitner)
- Ratrac – jedna z vůbec prvních firem, vyrábějící sněžná pásová vozidla